# 盧基烏斯·埃利烏斯·凱撒
盧基烏斯·埃利烏斯·凱撒（拉丁語：Lucius Aelius Caesar，101年1月13日—138年1月1日），羅馬貴族，本名盧基烏斯·凱歐尼烏斯·康茂德(Lucius Ceionius Commodus)，曾經被皇帝哈德良收為養子並被指定為皇位繼承人，但先於哈德良去世。

## 家庭
他的妻子是阿薇迪亞，兩人共有1子2女：
1. 盧基烏斯·維魯斯
2. 凱奧妮亞·法比婭（英语：Ceionia Fabia）
3. 凱奧妮亞·普勞提婭（英语：Ceionia Plautia）（嫁昆圖斯·塞維利烏斯·普登斯）